# گردآورنده (فیلم ۲۰۰۹)
گردآورنده یا کالکتور (به انگلیسی: The Collector) یک فیلم ترسناک آمریکایی محصول سال ۲۰۰۹ به کارگردانی مارکوس دانستن است. این فیلم قرار بود در ارتباط با مجموعه فیلم‌های اره باشد که با مخالفت تهیه‌کنندگان آن روبه‌رو شد و منجر به بازسازی فیلمنامه شد.

## داستان
یک خلافکار سابق برای تسویه حساب با همسر سابقش دست به سرقت از خانه جدید کارفرمایش در خارج از شهر می‌زند اما نمی‌داند که مجرم دیگری این خانه را در نظر گرفته و تله‌هایی مرگبار در آن جاسازی کرده‌است…

## انتشار
در ۳۱ ژوئیهٔ ۲۰۰۹ این فیلم در آمریکا به روی پرده رفت و نمایش خانگی آن بر روی دی‌وی‌دی در ۶ آوریل ۲۰۱۰ عرضه شد.

## ادامهٔ فیلم
قسمت دوم این فیلم در سال ۲۰۱۲ و تحت نام کولکشن ساخته شده‌است.

## پیوند
- کولکتور در بانک اطلاعات اینترنتی فیلم‌ها
- کولکتور در راتن تومیتوس